# Syritta hackeri
Syritta hackeri är en tvåvingeart som beskrevs av Klocker 1924. Syritta hackeri ingår i släktet kompostblomflugor, och familjen blomflugor. Inga underarter finns listade i Catalogue of Life.